# Netelia kiuhabona
Netelia kiuhabona är en stekelart som först beskrevs av Tohru Uchida 1928.  Netelia kiuhabona ingår i släktet Netelia och familjen brokparasitsteklar. Inga underarter finns listade i Catalogue of Life.